# Urticina
Urticina là một chi hải quỳ trong họ Actiniidae.

## Các loài
Các loài sau đây được liệt kê trong World Register of Marine Species (WoRMS):
- Urticina asiatica - (Averincev, 1967)
- Urticina coccinea - (Verrill, 1866)
- Urticina columbiana - Verrill, 1922
- Urticina coriacea - (Cuvier, 1798)
- Urticina crassicornis - (Müller, 1776)
- Urticina felina - (Linnaeus, 1761)
- Urticina grebelnyi - Sanamyan, N.P. & Sanamyan, K.E., 2007
- Urticina lessonii - Duchassaing, 1850
- Urticina lofotensis - (Danielssen, 1890)
- Urticina mcpeaki - Hauswaldt & Pearson, 1999
- Urticina piscivora - (Sebens & Laakso, 1978)
- Urticina tuberculata - Cocks, 1850